# Comuna Seleț, Volodîmîr-Volînskîi
Seleț (în ucraineană Селець) este o comună în raionul Volodîmîr-Volînskîi, regiunea Volînia, Ucraina, formată din satele Maria-Volea, Seleț (reședința) și Svitanok.

## Demografie
Componența lingvistică a satului Seleț
     Ucraineană (99,03%)
     Alte limbi (0,97%)
Conform recensământului din 2001, majoritatea populației satului Seleț era vorbitoare de ucraineană (99,03%), existând în minoritate și vorbitori de alte limbi.